# David Rosa
Pour les articles homonymes, voir Rosa.
Serralheiro Rosa est un nom portugais ; le premier nom de famille (d'usage facultatif) est Serralheiro et le second est Rosa.
David Joao Serralheiro Rosa, né le 12 novembre 1986 à Fátima, est un cycliste portugais spécialiste de VTT cross-country. Il termine 23e de l'épreuve olympique 2012.